# Trisha Fernández
Trisha Fernández de Jesús (Luanda, 19 de noviembre de 1994), es una actriz, modelo y presentadora de televisión española, conocida por interpretar el papel de Marcia Sampaio en la telenovela Acacias 38.

## Biografía
Trisha Fernández nació el 19 de noviembre de 1994 en Luanda (Angola), su padre es de ascendencia gallega, mientras que su madre es de ascendencia angoleña. Esta última murió cuando Trisha tenía dos años y ella y su padre se trasladaron a Galicia donde creció entre Filgueira (Crecente) y A Cañiza.

## Carrera
Trisha Fernández tras empezar a trabajar como modelo, en 2013 representó a Galicia en el concurso de belleza Miss España, además de jugar al balonmano.
En 2015 hizo su primera aparición en la pequeña pantalla en el cortometraje para televisión Ocultos dirigido por Carlos Caber. Al año siguiente, en 2016, protagonizó el cortometraje Aquelarre también dirigido por Carlos Cabero. En 2017 interpretó el papel de Elena en el cortometraje Chistes de amor también dirigido por Carlos Cabrero. Al año siguiente, en 2018, interpretó el papel de Ana en el cortometraje Serás mi novia también dirigido por Carlos Cabrero.
En 2018 interpretó el papel de Telma en la película Cuando florezca el cerezo dirigida por Carlos Cabero. En el mismo año interpretó el papel de Angustias en la película Bernarda dirigida por Emilio Ruiz Barrachina. También en 2018 protagonizó la serie Todo por el juego (en el papel de Empleada de alquiler de coches) y la miniserie Fariña: Costa de Cocaína (en el papel de la Chica de la piscina).
En 2019 interpretó el papel de Paloma en la película Nunca fuimos ángeles dirigida por Carlos Cabero. En el mismo año interpretó el papel de Saundra Wilkins en la miniserie En el corredor de la muerte. También en 2019 participó en el programa de televisión Telepasión española, emitido en La 1.
En 2019 y 2020 integró el elenco de la telenovela transmitida por La 1 Acacias 38, donde ocupó el papel de Marcia Sampaio hasta la muerte de su personaje. En 2020 interpretó el papel de Trish en la serie No muertos, junto a la actriz Agostina Goñi. Al año siguiente, en el 2021, interpretó el papel de Uno en la película Encerrados dirigida por Carlos Cabero.
En 2021 y 2022 presentó el programa de televisión Luar junto a Xosé Ramón Gayoso. Posteriormente participó en otros programas de televisión como Land Rover, Atrápame se podes y Comando G. En 2022 participa en el cortometraje Quién dirigido por Carlos Martín. En el mismo año protagonizó la película Delfines de plata dirigida por Javier Elorrieta.

## Filmografía

### Cine
| Año  | Título                    | Rol       | Director               |
| ---- | ------------------------- | --------- | ---------------------- |
| 2018 | Cuando florezca el cerezo | Patri     | Carlos Cabero          |
| 2018 | Bernarda                  | Angustias | Emilio Ruiz Barrachina |
| 2019 | Nunca fuimos ángeles      | Paloma    | Carlos Cabero          |
| 2021 | Encerrados                | Uno       | Carlos Cabero          |
| 2022 | Delfines de plata         |           | Javier Elorrieta       |

### Televisión
| Año       | Título                      | Personaje                   | Notas         |
| --------- | --------------------------- | --------------------------- | ------------- |
| 2018      | Todo por el juego           | Empleada Alquiler de Coches |               |
| 2018      | Fariña: Costa de Cocaína    | Chica piscina               |               |
| 2019      | En el corredor de la muerte | Saundra Wilkins             |               |
| 2019-2020 | Acacias 38                  | Marcia Sampaio              | 182 episodios |
| 2020      | No muertos                  | Trish                       |               |

### Cortometraje
| Año  | Título          | Rol      | Director      |
| ---- | --------------- | -------- | ------------- |
| 2015 | Ocultos         |          | Carlos Cabero |
| 2016 | Aquelarre       |          | Carlos Cabero |
| 2017 | Chistes de amor | Elena    | Carlos Cabero |
| 2018 | Serás mi novia  | Ana      | Carlos Cabero |
| 2022 | Quién           | Camarera | Carlos Martín |

## Programas de televisión
| Año  | Título              | Canal |
| ---- | ------------------- | ----- |
| 2019 | Telepasión española | La 1  |
| 2021 | Luar                |       |
| 2021 | Moonlight           |       |
| 2021 | Atrápame se podes   |       |
| 2021 | Comando G           |       |